# Сейл, Тим
Тим Сейл (англ. Tim Sale; 1 мая 1956[…], Итака, Нью-Йорк — 16 июня 2022, Сиэтл, Вашингтон) — американский художник комиксов. Наиболее известен работами с писателем Джефом Лоубом.

## Ранние годы
Тим родился 1 мая 1956 года в Итаке в семье Роджера и Дороти Янг Сейл. Бо́льшую часть молодости он провёл в Сиэтле, переехав туда с семьёй в 6 лет. Учился в Вашингтонском университете 2 года, а затем переехал в Нью-Йорк и поступил в Школу изобразительных искусств. Помимо этого, он устроился в мастерскую комиксов, которой руководил Джон Бьюсема. Сейл вернулся в Сиэтл перед окончанием школы.

## Награды
В 1999 году Сейл получил премию Айснера в категории «Best Penciller/Inker or Penciller/Inker Team».